# Oxyopes hoggi
Oxyopes hoggi là một loài nhện trong họ Oxyopidae.
Loài này thuộc chi Oxyopes. Oxyopes hoggi được Roger de Lessert miêu tả năm 1915.